# Original (Kunst)
Das Substantiv Original, auf ein Kunstwerk oder kulturgeschichtlich relevantes Artefakt bezogen, kennzeichnet seine Ursprünglichkeit im Gegensatz zu seiner Wiederholung oder Nachahmung. Diese Eigenschaft ist eine notwendige und daher von außerordentlicher Bedeutung, gleichviel, ob das Objekt in wissenschaftlichem, ästhetischem, kulturgeschichtlichem, rechtlichem oder kommerziellem Kontext betrachtet wird oder ob seine „Aura“ eine Rolle für die Wahrnehmung des Betrachters spielt. Adjektivisch wird der Begriff original gern gebraucht, um unangetastete Teile eines Kunstobjekts oder Bauwerks von den ergänzten oder überarbeiteten Partien zu unterscheiden. Der Begriff originell schließlich hat eine deutlich abweichende Bedeutung im Sinne von „neuartig, eigenartig, eigenständig, kreativ“.
Gesondert bewertet werden muss der Begriff bei Kunstwerken, die von vorneherein in multiplizierter Form gefertigt wurden (zum Beispiel Druckgraphik, Porzellan- und Bronzeplastik).
In diesem Zusammenhang ist zu beachten, dass in der Geschichte die Originalität von Kunstwerken einer sich wiederholt ändernden Wertschätzung unterlag. So haben moderne Reproduktionstechniken und die jüngere Kunstentwicklung die Bedeutung des Originalbegriffs in Frage gestellt.

## Geschichte
Seit der Antike bis ins 19. Jahrhundert hatte man in Europa ein ganz anderes Verhältnis zum Original als heute. Römische Bildhauer beschränkten sich weitgehend darauf, Kopien griechischer Skulpturen herzustellen. Sie erreichten dabei eine außerordentliche Exaktheit, doch für die Abnehmer spielte es nur eine untergeordnete Rolle, ob es sich um ein griechisches Original oder eine zeitgenössische Kopie handelte. Auch dem Mittelalter war der Originalbegriff noch völlig fremd und ebenso die Originalität als künstlerische Leistung. Entscheidend war vielmehr (und konsequenter noch in der Ikonenkunst der Ostkirche) die Orientierung an ikonographischen Schemata, was nicht ausschließt, dass stilistische Originalität und modische Neuerungen von Künstlern gesucht und von Auftraggebern geschätzt waren.
Mit der Renaissance setzte ein Wandel ein; der individuelle Künstler tritt mit seinem Werk aus der Masse mehr oder weniger konform arbeitender Handwerker heraus. Dem entspricht, dass auf Seiten der Abnehmer die Werke bestimmter Künstler ins Zentrum des Interesses rücken und zu begehrten Repräsentationsobjekten werden, deren ästhetischer Rang geschätzt wird und zum Ansehen des Käufers beiträgt. So ist die Herausbildung der Vorstellung vom Original, auch wenn der Begriff noch wenig verwendet wird, eng verknüpft mit der Kultur des Kunstsammelns. Anspruch auf absolute Eigenhändigkeit war damit noch nicht unbedingt verbunden. Die Mitarbeit von Werkstattgehilfen, die darin geschult waren, dem Stil des Meisters zu folgen, war üblich und wurde, von Ausnahmen abgesehen, als unerheblich angesehen.
Im 19. Jahrhundert steigerte sich erneut die Wertschätzung des Originals. Der in der Romantik entwickelte Geniekult legte Wert darauf, im Werk die „Hand“ des Künstlers zu erkennen, die unmittelbaren Spuren seiner Arbeit zu lesen und die Aura des Authentischen zu genießen. So erklärt sich, dass damals die Künstlerzeichnung zu neuem Rang aufstieg.
Die herkömmliche Vorstellung vom Original suchte Marcel Duchamp zwischen 1913 und 1921 radikal zu verabschieden, indem er einzelne alltägliche Gegenstände zu Kunstwerken erklärte. Repliken dieser Ready-mades, deren ursprünglich von Duchamp vorgestellte Exemplare verloren sind, erfüllen daher in heutigen Ausstellungen problemlos den vom Künstler intendierten Sinn. Die Frage nach dem „Original“ ist hier obsolet geworden.
1935, in einer Zeit rasant zunehmender Verfügbarkeit von Reproduktionen in qualitätvoller Drucktechnik problematisierte Walter Benjamin das Verhältnis von Original und Nachbildung in seinem berühmten, wirkungsmächtigen Essay Das Kunstwerk im Zeitalter seiner technischen Reproduzierbarkeit. Die Reproduktion hebe die Einmaligkeit des Kunstwerks auf und führe zum Zerfall der Aura.
Die ins Wanken gekommene Rolle des Originals in der Kunstproduktion führte zu gewissen Spielarten der vervielfältigten Kunst, die in der zweiten Hälfte des 20. Jahrhunderts eine Rolle spielten: Multiples, Auflagenobjekte und andere seriell hergestellte Werke, bei denen nur noch die Idee mit dem Künstler in Verbindung zu bringen war, demonstrierten eine „Kunst ohne Unikat“. Konsequenterweise wurde dann oft auch die handwerkliche Ausführung anderen Händen überlassen, wie in der factory von Andy Warhol.

## Original und serielles Kunstwerk
Das zugrundeliegende Problem des „Originals“ ist in der Kunstgeschichte allerdings nicht erst mit der Moderne akut geworden. Überall dort, wo der serielle Herstellungsprozess eine kaum eingeschränkte Anzahl von Wiederholungen ermöglichte – in der Druckgraphik und der Fotografie, in Bronzeguss und Porzellanplastik, überhaupt im Kunstgewerbe – spielt die Eigenhändigkeit des Kunstobjekts, d. h. die einmalige Ausführung ausschließlich durch den Künstler selbst, meist keine Rolle mehr. Eine „graduelle Einschränkung des Originalbegriffs“ ist hier anzuraten.

## Bedeutung
Das authentische Kunstwerk hat einen kulturgeschichtlichen Quellenwert; das erklärt die Intensität, mit der die Kunstwissenschaft die Echtheit eines Werks durch Stilkritik, ikonographische Plausibilität, biographische Forschung und naturwissenschaftliche Methoden zu verifizieren sucht und warum Restauratoren mit erheblichem Aufwand historische Originale auf ihren Ursprungszustand zurückführen, pflegen, erhalten, und so als geschichtliche Quellen erfahrbar machen. Daraus begründet sich nicht zuletzt die Aufgabe der Museen, die in kritisch-wissenschaftlicher Erforschung der Originale, ihrer Bewahrung und Präsentation in Zeiten der Auflösung der materiellen Kultur einer Manipulierbarkeit durch digitale Vermittlungen entgegenwirken können.

## Abgrenzung
Ein Blick auf die Spielarten des Nicht-Originalen kann helfen, Begriffsumfang und Bedeutung des Originals zu verdeutlichen. In der Reihenfolge zunehmender Entfernung vom „Original“ seien hier genannt:
- Replik, wörtliche Wiederholung durch den Künstler selbst. Diese Begriffsdefinition wird lexikalisch üblicherweise eng gefasst,[11] überwiegend so auch in der kunstgeschichtlichen Literatur. Doch werden in jüngerer Zeit zunehmend Kopien und sogar Reproduktionen als „Repliken“ vermarktet. Seltener als „Replik“ und heute eher ungebräuchlich ist der gleichbedeutende Begriff Reprise
- Dem Original nahestehende Grenzfälle sind Abgüsse nach Originalformen, die ohne Wissen, Kontrolle oder Einwilligung des Bildhauers oder Modelleurs vorgenommen wurden, entsprechendes gilt für Abzüge von Druckgraphik und Fotografien (vgl. Vintage Print).
- Faksimile, eine hochwertige, in Format, Herstellungstechnik, Material, Oberfläche und Farbe das Vorbild bestmöglich nachahmende Reproduktion, meist in gewisser Auflage hergestellt.
- Pasticchio, Nachahmung, Rekonstruktion oder Fälschung unter Verwendung von stilistisch, historisch oder funktional ursprünglich nicht zusammengehörigen Teilen. Zweitbedeutung, meist in der Form Pastiche: Gemälde im Stil eines berühmten Meisters.
- Kopie, Nachbildung, Replikat, Wiederholung eines Werks durch fremde Hand
- Reproduktion, meist durch Druck vervielfältigte Wiedergabe eines bestimmten Kunstwerks, in unterschiedlichen Genauigkeitsstufen möglich, vom qualitätvollen Faksimile bis zur schwarz/weissen Buchillustration.
- Nachahmung, ein Werk, das die charakteristische Manier eines Künstlers oder auch nur einen Zeitstil imitiert, kann mit unterschiedlichen Zielen verschiedene Grade der Täuschung anstreben, zum Beispiel einen historisierenden Kunstgeschmack bedienen oder in bewusster, betrügerischer Absicht eine prominente Autorschaft und historische Entstehungszeit vorspiegeln (Fälschung, Falsifikat).